# Tirgatao
Tirgatao était une princesse des Méotes mentionnée par Polyen.

## Textes historiques
Polyen évoque Tirgatao et son histoire dans son ouvrage Stratagèmes:

« Tirgatao des Méotes épousa Hécatée, roi des Sindi, un peuple qui vit un peu au-dessus du Bosphore cimmérien.
Hécatée fut expulsé de son royaume, mais fut rétabli sur son trône par Satyros Ier, tyran du Bosphore. Satyros lui donna sa fille en mariage, et l'exhorta à tuer son ex-femme. Comme Hécatée aimait passionnément la Méote, il ne pouvait songer à la tuer et la confina dans une forteresse. Elle réussit cependant à s'en échapper.
Craignant qu'elle incite les Méotes à la guerre, Hécatée et Satyros organisèrent de strictes recherches pour la retrouver, qu'elle éluda habilement, voyageant à travers des chemins solitaires et déserts, se cachant dans les bois dans la journée et continuant son voyage dans la nuit. Elle atteignit enfin le pays des Méotes, dont sa propre famille possédait le trône. Son père était alors mort et elle épousa son successeur dans le royaume.
Elle souleva alors les Ixomates à la guerre, engageant nombre de nations guerrières autour du pays des Méotes à rejoindre l'alliance. Les confédérés envahirent d'abord le pays d'Hécatée et ravagèrent ensuite les terres de Satyros. Harcelés par une guerre dans laquelle ils se trouvaient inférieurs à l'ennemi, ils envoyèrent une ambassade pour demander la paix, accompagnée de Metrodoros, fils de Satyros, offert en otage. Elle leur accorda cette paix, sous conditions, qu'ils s'engagèrent par serment à observer.
Mais à peine avaient-ils fait ce serment qu'ils firent des plans pour le rompre. Satyros enjoignit à deux de ses amis de prétendre être des déserteurs et de se mettre sous la protection de Tirgatao afin de trouver plus facilement une occasion de l'assassiner. Au sujet de leur désertion, Satyros écrivit une lettre pour demander qu'on les lui remît ; à quoi elle répondit en alléguant que le droit des nations justifiait le fait qu'elle protège ceux qui s'étaient placés sous sa protection. Les deux hommes, qui s'étaient révoltés, lui demandèrent un jour audience. Tandis que l'un la distrayait d'une prétendue affaire d'importance, l'autre tira son sabre pour lui en asséner un coup qui atteignit sa ceinture : les gardes les saisirent immédiatement et les emprisonnèrent. Ils furent ensuite interrogés sous la torture et avouèrent la totalité du complot. Tirgatao ordonna alors que l'otage soit exécuté et dévasta les territoires de Satyros sous le feu et l'épée. Piqué de remords pour les calamités qu'il avait causées sur lui et sur son pays, Satyros mourut au milieu d'une guerre qui échoua, laissant son fils Gorgippos (d'autres sources indiquent Leukon) pour lui succéder sur le trône. Celui-ci renonça aux manœuvres de son père et demanda la paix, qu'elle accorda moyennant le paiement d'un tribut, ce qui mit fin à la guerre. »

— Stratagèmes, 8.55.